# Amt Sparrenberg
Das Amt Sparrenberg war eines der vier Ämter der bis 1806 bestehenden ostwestfälischen Grafschaft Ravensberg. Sein Gebiet liegt heute in der kreisfreien Stadt Bielefeld sowie den Kreisen Gütersloh und Herford in Nordrhein-Westfalen.

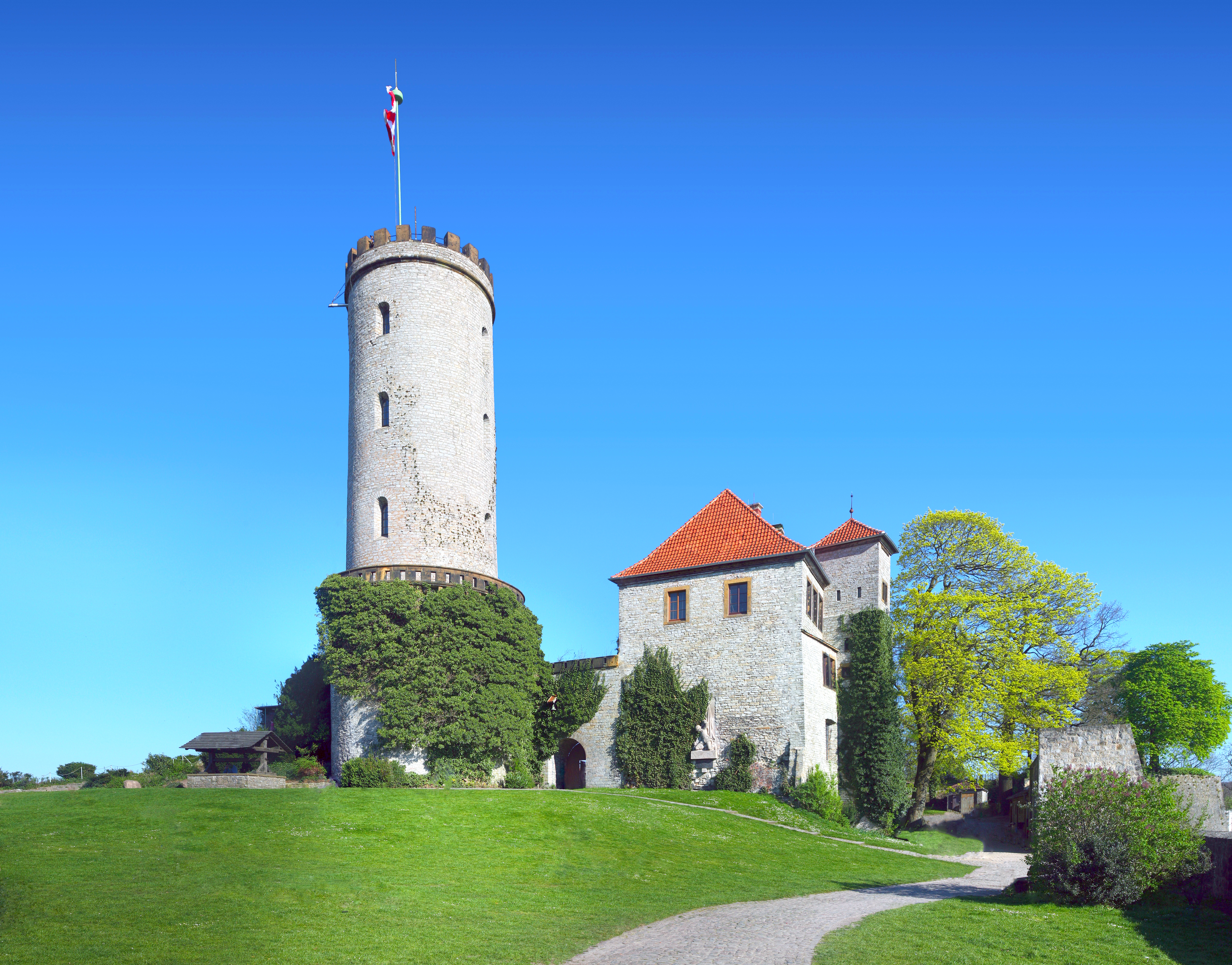
Die Sparrenburg, Sitz des Amtes Sparrenberg

## Geschichte

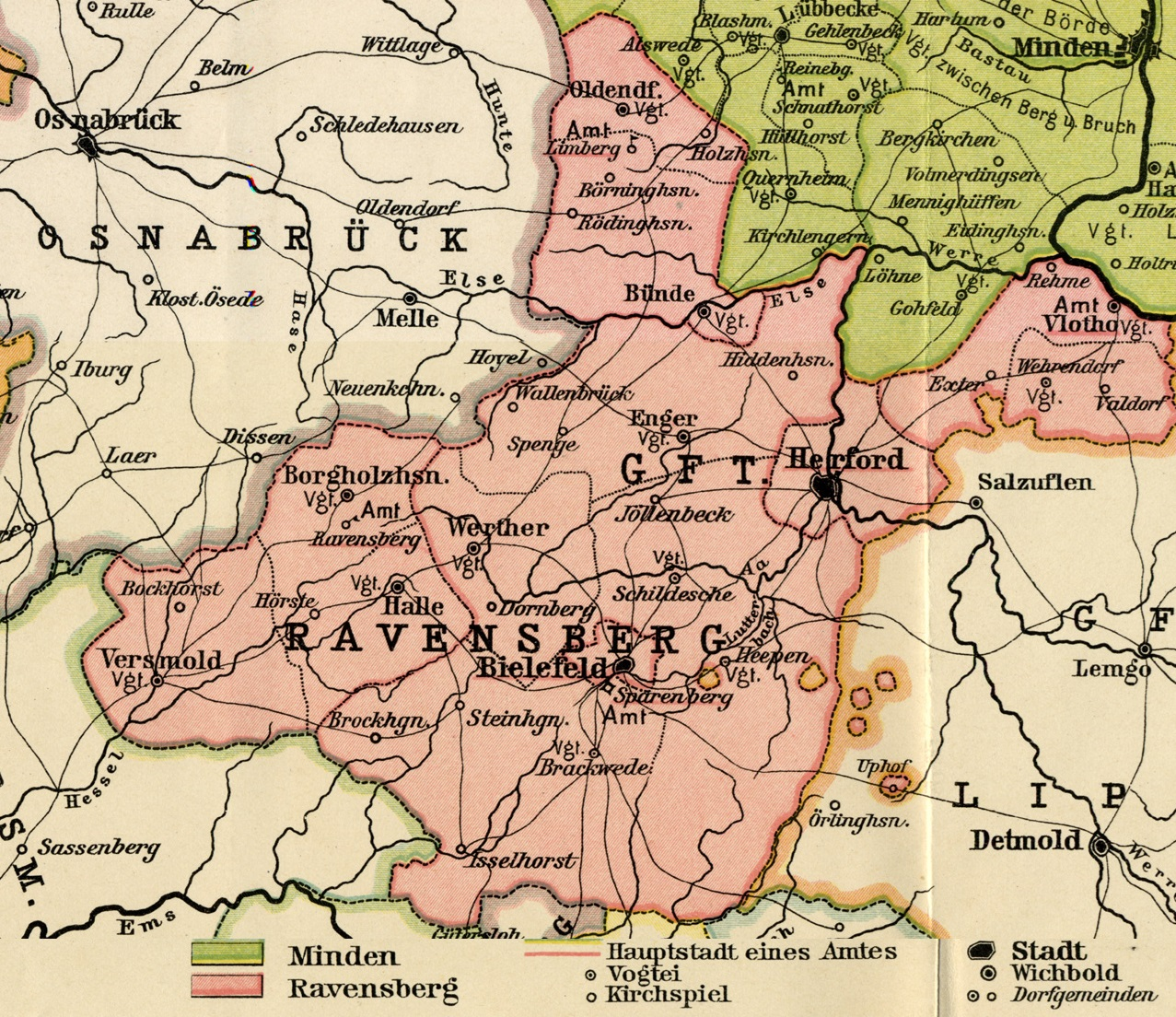
Ämter und Vogteien der Grafschaft Ravensberg

Die erste urkundliche Erwähnung des Amtes stammt aus dem Jahr 1286. Es umfasste im Wesentlichen alte Paderborner Lehen, die im 11. und 12. Jahrhundert an Ravensberg gefallen waren. Der Name des Amtes bezog sich auf die Burg und Festung Sparrenberg, dem Sitz sowohl des Amtes als auch der gesamten Grafschaft. Als Vertreter des jeweiligen Landesherren der Grafschaft Ravensberg stand dem Amt ein Drost vor. Als größtes der vier ravensbergischen Ämter war es in mehrere Unterämter bzw. Vogteien gegliedert, die in manchen Überlieferungen auch als Amt bezeichnet wurden. Die Vogteien ihrerseits waren in Kirchspiele, Amtsstädte, Dörfer, Bauerschaften und adlige Güter untergliedert. Die Stadt Bielefeld war vom Gebiet des Amtes umschlossen, gehörte dem Amt aber nicht an.
Die Gliederung des Amtes Sparrenberg blieb über viele Jahrhunderte unverändert. Zu einer Umgliederung kam es nur 1692, als das Kirchspiel Brockhagen, bis dahin eine eigene Vogtei, der Vogtei Brackwede unterstellt wurde und das Kirchspiel Dornberg aus der Vogtei Brackwede zur Vogtei Werther wechselte.
Die Grafschaft Ravensberg fiel in der Franzosenzeit 1807 an das Königreich Westphalen. Dort wurde eine neue Verwaltungsstruktur nach französischem Vorbild eingerichtet, in der das Amt Sparrenberg nicht mehr vorkam. Aus den fünf Vogteien des Amtes wurden mit teilweise geändertem Zuschnitt im Distrikt Bielefeld des Königreichs Westphalen die fünf Kantone Brackwede, Enger, Heepen, Schildesche und Werther.

## Einwohnerentwicklung
| Jahr | Vogtei / Unteramt / Amt | Vogtei / Unteramt / Amt | Vogtei / Unteramt / Amt | Vogtei / Unteramt / Amt | Vogtei / Unteramt / Amt | Amt Sparrenberg | Quelle |
| Jahr | Brackwede               | Enger                   | Heepen                  | Schildesche             | Werther                 | Amt Sparrenberg | Quelle |
| 1722 | 3.566                   | 07.425                  | 4.946                   | 05.926                  | 5.150                   | 27.013          | [ 4 ]  |
| 1756 | 6.707                   | 08.763                  | 6.255                   | 05.498                  | 5.813                   | 33.036          | [ 4 ]  |
| 1787 | 9.202                   | 10.844                  | 6.660                   | 09.097                  | 6.581                   | 42.384          | [ 5 ]  |
| 1799 | 9.947                   | 12.097                  | 7.235                   | 10.364                  | 7.094                   | 46.737          | [ 4 ]  |

## Gliederung (Stand 1799)

### Vogtei Brackwede
Die Vogtei Brackwede, auch Amt Brackwede genannt, umfasste die vier Kirchspiele Brackwede, Brockhagen, Isselhorst und Steinhagen.
- Zum Kirchspiel Brackwede gehörten das Kirchdorf Brackwede sowie die Bauerschaften Brock, Quelle, Sandhagen, Senne und Ummeln.
- Zum Kirchspiel Brockhagen gehörten das Kirchdorf Brockhagen sowie die adligen Güter Patthorst und Consbruch.
- Zum Kirchspiel Isselhorst gehörten das Kirchdorf Isselhorst sowie die Bauerschaften Ebbesloh, Hollen, Holtkamp und Niehorst.
- Das Kirchspiel Steinhagen umfasste das Kirchdorf Steinhagen.

### Vogtei Enger
Die Vogtei Enger, auch Amt Enger genannt, umfasste die vier Kirchspiele Enger, Hiddenhausen, Spenge und Wallenbrück.
- Zum Kirchspiel Enger gehörten die Stadt Enger, die Bauerschaften Belke-Steinbeck, Besenkamp, Dreyen, Herringhausen, Hüffen, Hunnebrock, Oldinghausen, Pödinghausen, Siele, Südlengern, Werfen und Westerenger sowie die adligen Güter Enger und Nienburg.
- Zum Kirchspiel Hiddenhausen gehörten das Kirchdorf Hiddenhausen, die Bauerschaften Bermbeck, Eilshausen, Lippinghausen, Oetinghausen und Schweicheln sowie die adligen Güter Bustedt, Hiddenhausen, Oberbehme und Steinlake.
- Zum Kirchspiel Spenge gehörten das Kirchdorf Spenge, die Bauerschaften Hücker-Aschen und Lenzinghausen sowie die adligen Güter Mühlenburg und Werburg.
- Zum Kirchspiel Wallenbrück gehörten das Kirchdorf Wallenbrück, die Bauerschaft Bardüttingdorf sowie die adligen Güter Rollinghof und Wallenbrück.

### Vogtei Heepen
In der Vogtei Heepen, auch Amt Heepen genannt, bestand nur das Kirchspiel Heepen.
- Zum Kirchspiel bzw. zur Vogtei Heepen gehörten das Kirchdorf Heepen, die Bauerschaften Altenhagen, Brönninghausen, Elverdissen, Gräfinghagen, Hillegossen, Lämershagen, Lippe, Oldentrup, Senne, Sieker, Stieghorst und Ubbedissen sowie die adligen Güter Lübrassen, Milse und Niedermühlen.

### Vogtei Schildesche
Die Vogtei Schildesche, auch Amt Schildesche genannt, umfasste die beiden Kirchspiele Jöllenbeck und Schildesche.
- Zum Kirchspiel Jöllenbeck gehörten das Kirchdorf Oberjöllenbeck sowie die Bauerschaften Diebrock, Eickum, Laar und Niederjöllenbeck.
- Zum Kirchspiel Schildesche gehörten der Wigbold Schildesche, die Bauerschaften Brake, Gellershagen, Schildesche, Theesen und Vilsendorf, das Stift Schildesche sowie die adligen Güter Brodhagen, Hausheide und Stedefreund.

### Vogtei Werther
Die Vogtei Werther, auch Amt Werther genannt, umfasste die beiden Kirchspiele Dornberg und Werther.
- Zum Kirchspiel Dornberg gehörten das Kirchdorf Kirchdornberg, die Bauerschaften Babenhausen, Deppendorf, Großdornberg, Hoberge und Niederdornberg sowie das kirchliche Gut Uerentrup.
- Zum Kirchspiel Werther gehörten die Stadt Werther, die Bauerschaften Häger, Isingdorf, Rotenhagen, Rotingdorf, Schröttinghausen und Theenhausen sowie das adlige Gut Werther.[4]

## Drosten
- vor 14900000Johann von Nesselrode
- 1490–152400Philipp von Waldeck
- um 15500000Matthias von Altenbockum
- 1573–158900Otto von Bylandt
- 1592–160400Albrecht von Lüninck
- 1605–161000Wilhelm von Quadt
- 1610–162100Otto von und zur Oye
- 1621–162300Johann von der Borch
- 1623–162600Lubbert von Wendt
- 1626–162700Jost Adrian von Wendt
- 1629–164700Matthias von Wendt
- 1647–165400Heinrich von Ledebur
- 1654–168000Wolfgang Ernst von Eller
- 1680–171900Clamor von dem Bussche
- 1719–172300Peter Christoph von der Osten
- 1723–172800Georg Levin von Winterfeld
- 1728–175400Hans Christoph Friedrich von Hacke
- 1754–175800Lorenz Ernst von Münchow
- 1766–178500Levin Friedrich von Hacke

Nach 1785 ist kein Drost mehr überliefert. Etwa seit den 1730er Jahren war der gemeinsame Landrat für die beiden Ämter Sparrenberg und Ravensberg der wichtigste Beamte des Amtes.